# Burgerschap van de Europese Unie
Een burger van de Europese Unie (of kortweg een Unieburger) is een persoon met de nationaliteit van een lidstaat van de Europese Unie.

## Aanvulling op het nationale burgerschap
Het begrip burger van de Unie wordt voor het eerst officieel geïntroduceerd in het Verdrag van Maastricht (1992), waarin het niet is bedoeld als vervanging van de nationaliteit (iemand is altijd in eerste instantie bijvoorbeeld Belg of Nederlander), maar als aanvulling op het nationale burgerschap. Om dit te benadrukken is bij het Verdrag van Amsterdam overeengekomen dat [h]et burgerschap van de Unie vult het nationale burgerschap aan doch komt niet in de plaats daarvan.
In de conclusie in zaak C-135/08 Janko Rottmann/Freistaat Bayern licht advocaat-generaal Poiares Maduro van het Hof van Justitie het verschil toe (punt 23 van de conclusie):

Het gaat om twee begrippen die onlosmakelijk met elkaar verbonden en tegelijkertijd autonoom zijn. Het burgerschap van de Unie veronderstelt de nationaliteit van een lidstaat, maar het is ook een ten opzichte van het begrip nationaliteit autonoom juridisch en politiek begrip. De nationaliteit van een lidstaat geeft niet alleen toegang tot de door het gemeenschapsrecht verleende rechten, zij maakt ons ook tot burgers van de Unie. Het Europees burgerschap is meer dan een complex van rechten die, op zichzelf, ook zouden kunnen worden verleend aan personen die dit burgerschap niet bezitten. Het veronderstelt het bestaan van een band van politieke aard tussen de Europese burgers, al is dit geen band die bestaat uit het behoren tot een volk. […] Hij berust op hun wederzijdse verbintenis om hun respectieve politieke gemeenschappen open te stellen voor andere Europese burgers en een nieuwe vorm van burgerlijke en politieke solidariteit op Europese schaal in het leven te roepen.
Deze band vereist niet het bestaan van een volk, maar berust op het bestaan van een Europese politieke ruimte, waaruit rechten en verplichtingen ontstaan. Doordat het burgerschap niet het bestaan van een volk impliceert, laat het begripsmatig de koppeling met de nationaliteit los. Zoals een schrijver opmerkt, is het radicaal vernieuwend karakter van het Europees burgerschap hierin gelegen dat “de Unie behoort aan, bestaat uit, burgers die per definitie niet dezelfde nationaliteit hebben”. Integendeel, door van de nationaliteit van een lidstaat een voorwaarde te maken voor het zijn van Europees burger, hebben de lidstaten willen aangeven dat deze nieuwe vorm van burgerschap de primaire verbondenheid met onze nationale politieke gemeenschappen niet ter discussie stelt. Zodoende vormt deze band met de nationaliteit van de verschillende lidstaten een erkenning van het feit er een burgerschap kan bestaan (en werkelijk bestaat) dat niet door nationaliteit wordt bepaald.
Dit is het mirakel van het burgerschap van de Unie: het versterkt de banden die ons verbinden met onze staten (daar wij Europese burgers zijn juist doordat wij burgers zijn van onze staten) en tegelijkertijd maakt het ons vrij (daar wij nu burgers zijn buiten onze staten om). Het Europees burgerschap wordt bereikt via de nationaliteit van een lidstaat, die wordt geregeld door het nationale recht, maar, zoals elke vorm van burgerschap, is het de basis van een nieuwe politieke ruimte, waaruit rechten en verplichtingen ontstaan die door het gemeenschapsrecht worden bepaald en niet afhankelijk zijn van de staat. […] Dit is de reden dat, hoewel de nationaliteit van een lidstaat voorwaarde is voor toegang tot het burgerschap van de Unie, evengoed de aan dit burgerschap verbonden rechten en verplichtingen niet ongefundeerd door die nationaliteit kunnen worden beperkt.

## Rechten
Het Unieburgerschap geeft de volgende rechten en diplomatieke voordelen:
- Het recht om zich vrij op het grondgebied van de lidstaten te verplaatsen en zich er vrij te vestigen;[5]
- Het actief en passief kiesrecht bij de verkiezingen voor het Europees Parlement en bij de gemeenteraadsverkiezingen in de lidstaat waar zij verblijf houden, onder dezelfde voorwaarden als de onderdanen van die staat;
- Het recht op bescherming van de diplomatieke en consulaire instanties van iedere andere lidstaat op het grondgebied van derde landen waar de lidstaat waarvan zij onderdaan zijn, niet vertegenwoordigd is, onder dezelfde voorwaarden als de onderdanen van die lidstaat;
- Het recht om verzoekschriften tot het Europees Parlement te richten, zich tot de Europese ombudsman te wenden, alsook zich in een van de officiële talen van de EU-instellingen tot de instellingen en de adviesorganen van de Unie te richten en in die taal antwoord te krijgen.

Een voorbeeld van het derde recht is dat als iemand in bijvoorbeeld Thailand gevangen wordt gezet en hij zijn eigen consulaat niet kan bereiken, iedere consul of ambassadeur van een lidstaat van de Europese Unie verplicht is om (juridische) bijstand te verlenen.

## Rechten van vrij verkeer
Unieburgers putten op basis van hun loutere nationaliteit een aantal rechten uit de Burgerschapsrichtlijn, met name het in- en uitreisrecht en het verblijfsrecht. De Burgerschapsrichtlijn kan slechts worden toegepast indien het vrij verkeer van werknemers niet van toepassing is.

### In- en uitreisrecht
Unieburgers die een geldige identiteitskaart of een geldig paspoort kunnen voorleggen, mogen het grondgebied van een andere lidstaat binnenkomen. Hetzelfde geldt voor de familieleden die zich bij de EU-burger voegen en eveneens een geldig paspoort hebben. Aan dit recht kan geen inreisvisumplicht worden opgelegd.
Omgekeerd hebben Unieburgers en hun familieleden het recht om de eigen lidstaat te verlaten om zich naar een andere lidstaat te begeven. Dit recht kan niet worden onderworpen aan een uitreisvisumplicht of soortgelijke formaliteit.

### Verblijfsrecht
Het verblijfsrecht wordt ingedeeld in drie categorieën: 
1. het verblijfsrecht voor maximaal drie maanden;
2. het verblijfsrecht voor méér dan drie maanden;
3. het duurzaam verblijfsrecht (meer dan vijf jaar).

#### Maximaal drie maanden
Unieburgers hebben het recht om gedurende maximaal drie maanden te verblijven op het grondgebied van een andere lidstaat. De enige voorwaarde om dit recht te kunnen uitoefenen, is het bezit van een geldige identiteitskaart of een geldig paspoort. Dit recht strekt zich ook uit ten aanzien van de familieleden die zich voegen bij de burger of hem begeleiden en eveneens een geldig paspoort bezitten.

#### Meer dan drie maanden
Elke Unieburger heeft het recht om voor meer dan drie maanden te verblijven op het grondgebied van een andere lidstaat indien:
- hij in de gaststaat werknemer of zelfstandige is; en
- hij voor zichzelf en voor zijn familieleden over voldoende bestaansmiddelen en over een ziektekostenverzekering beschikt.

De bestaansmiddelen moeten niet per se van de burger zelf komen. De burger behoudt niettemin zijn status van werknemer of zelfstandige indien:
- hij arbeidsongeschikt is ten gevolge van ziekte of ongeval;
- hij onvrijwillig werkloos is geworden na minstens één jaar te hebben gewerkt en zich als werkzoekende heeft ingeschreven bij de bevoegde dienst voor arbeidsvoorziening;
- hij onvrijwillig werkloos is geworden na afloop van een tijdelijke arbeidsovereenkomst voor minder dan één jaar of hij in de eerste twaalf maanden onvrijwillig werkloos is geworden en zich heeft ingeschreven als werkzoekende. In dat geval wordt de status van werknemer voor ten minste zes maanden behouden;
- hij een beroepsopleiding start.

Familieleden van de burger die zich bij hem voegen of hem begeleiden, beschikken ook over dit recht.

##### Administratieve verplichtingen
De lidstaten kunnen wél administratieve formaliteiten opleggen aan de uitoefening van dit recht, zowel voor de Unieburger zelf als voor zijn familieleden. Deze inhoud van deze formaliteiten en de grenzen ervan worden uiteengezet in artikel 8 t/m 11 Burgerschapsrichtlijn.

#### Duurzaam verblijfsrecht
Elke Unieburger die gedurende een ononderbroken periode van vijf jaar legaal op het grondgebied van een gastland heeft verbleven, verkrijgt hierdoor een duurzaam verblijfsrecht. Dit recht strekt zich ook uit ten aanzien van familieleden die gedurende een ononderbroken periode van vijf jaar legaal in het gastland bij de Unieburger hebben gewoond. Tijdelijke afwezigheden van maximaal zes maanden verbreken het ononderbroken karakter van het verblijf niet. In sommige gevallen (militaire verplichtingen, zwangerschap, ernstige ziekte, studie, beroepsopleiding enz.) wordt deze termijn eenmalig verhoogd tot twaalf maanden.
Het duurzaam verblijfsrecht kan slechts worden verloren nadat men meer dan twee achtereenvolgende jaren afwezig is in het gastland.

### Positie van familieleden-derdelanders
Familieleden-derdelanders hebben geen autonome rechten in het Unieburgerschap. Zij kunnen hoogstens rechten ontlenen aan die van een Unieburger indien zij hem begeleiden of zich bij hem voegen. In dergelijk geval verwijst men naar de Unieburger met de term referent. Als familielid wordt beschouwd:
- de echtgenoot, met inbegrip van echtgenoten van hetzelfde geslacht;[13]
- de geregistreerde partner;
- de rechtstreekse bloedverwanten in neergaande lijn, alsook die van de echtgenoot of partner jonger dan 21 jaar of die te hunnen laste zijn;
- de rechtstreekse bloedverwanten in opgaande én neergaande lijn lijn, alsook die van de echtgenoot of de partner.[14][15][16]

Om de rechten van de derdelander te beoordelen, wordt een onderscheid tussen drie situaties gemaakt:
- de referent oefent momenteel zijn recht van vrij verkeer uit: in dit geval kan de Burgerschapsrichtlijn volledig worden toegepast en legaal worden gemaakt wat illegaal was,[17] moeten er voldoende bestaansmiddelen voorhanden zijn alsook een ziekteverzekering en is de derdelander gedurende vijf jaar volledig afhankelijk van de Unieburger;
- de referent oefende in het verleden zijn recht van vrij verkeer uit maar bevindt zich nu weer in de eigen lidstaat: de Burgerschapsrichtlijn kan niet worden toegepast, maar artikel 21 VEU wel. Indien de eigen lidstaat de derdelander weigert, moet worden nagegaan of de referent het effectieve genot wordt ontzegd van de aan het Unieburgerschap verbonden rechten en of de referent wordt belemmerd in de uitoefening van diens recht om zich vrij te verplaatsen en te verblijven in een andere lidstaat. Hiervoor gaat het Hof van Justitie een aantal elementen na:
  - of Unieburger een voldoende sterke band heeft kunnen uitbouwen met de derdelander;
  - of het gezin al dan niet wordt ontwricht indien de derdelander niet zou mogen terugkomen.
- de referent heeft zijn rechten van vrij verkeer nooit uitgeoefend: dit is de meest nadelige situatie voor de derdelander. Het Hof van Justitie kijkt in dergelijke gevallen of de nationale maatregel tot gevolg heeft dat de Unieburger verplicht wordt om de EU te verlaten.

Artikelen 12 en 13 Burgerschapsrichtlijn regelen het behoud van het verblijfsrecht van familieleden in geval van overlijden, het vertrek van de Unieburger, scheiding, ontbinding of nietigverklaring van het huwelijk of van beëindiging van het geregistreerde partnerschap.

## Autonome inhoud en wederzijdse erkenning

### Grzelczyk en Rottman
In Grzelczyk en Rottman oordeelde het Hof dat de hoedanigheid van burger van de Unie de primaire hoedanigheid van de onderdanen van de lidstaten moet zijn en hen die zich in dezelfde situatie bevinden, ongeacht hun nationaliteit, het recht geeft op een gelijke behandeling.

### Micheletti
Micheletti was in het bezit van zowel de Argentijnse als de Italiaanse nationaliteit. Zelf leefde hij in Argentinië en beslist hij te verhuizen naar Spanje om zich daar te vestigen als tandarts. Spanje erkent de dubbele nationaliteit maar weigert de vrijheid van vestiging te erkennen omdat de tandarts geen gewone verblijfsplaats heeft in Italië. Het Hof besloot dat de wettelijke regeling van een lidstaat niet de gevolgen van de toekenning van de nationaliteit van een andere lidstaat mag beperken door een extra voorwaarde te stellen voor de erkenning van deze nationaliteit in verband met de uitoefening van de burgerschapsrechten.

### Zhu en Chen
Zhu was een vierjarige Iers onderdaan en het kind van Chinese onderdanen. Het kind was in 2000 in Ierland geboren. Omdat Ierland tot 1 januari 2005 de jus soli hanteerde, had Zhu de Ierse nationaliteit. Dit was beoogd door haar moeder Chen, die het Verenigd Koninkrijk was binnengekomen om in Belfast te bevallen. Daarna woonden moeder en dochter te Cardiff, Wales (Verenigd Koninkrijk).
Het Verenigd Koninkrijk, dat met de British Nationality Act 1981 van het ius-solibeginsel was afgestapt, wilde hen geen (permanente) verblijfsvergunning verstrekken, mede omdat de moeder met haar juridische constructie het EU-recht zou hebben misbruikt. Bovendien zou er geen beroep kunnen worden gedaan op het burgerschap aangezien het feitelijk (in tegenstelling tot juridisch) om een louter interne situatie gaat.
Het Hof verwierp deze redenering:
Van meet af aan dient de stelling van de Ierse regering en de regering van het Verenigd Koninkrijk te worden verworpen dat een persoon die zich in de situatie van Catherine bevindt, geen beroep kan doen op de bepalingen van het gemeenschapsrecht inzake het vrije verkeer en het verblijf van personen, op de enkele grond dat die persoon zich nooit van de ene lidstaat naar een andere lidstaat heeft verplaatst.
Er is evenmin sprake van misbruik omdat de doelstellingen van het EU-recht niet worden miskend, maar integendeel worden gepromoot.
Het Hof verklaarde voor recht dat zowel de minderjarige EU-burger als zijn verzorgende ouder — derdelander — recht hebben op verblijf voor onbepaalde tijd mits zij beschikken over een ziektekostenverzekering en over toereikende bestaansmiddelen.

### Ruiz Zambrano
Anders dan in het arrest Zhu en Chen hadden de kinderen, van Belgische nationaliteit, (de lidstaat) België nooit verlaten. Toch achtte het Hof van Justitie het Europese recht van toepassing en oordeelde, dat
(a)rtikel 20 VWEU ... aldus [moet] worden uitgelegd dat het zich ertegen verzet dat een lidstaat aan een staatsburger van een derde staat, die zijn kinderen van jonge leeftijd, burgers van de Unie, ten laste heeft, het recht van verblijf ontzegt in de lidstaat waar deze kinderen verblijven en waarvan zij de nationaliteit bezitten, en hem bovendien een arbeidsvergunning weigert, aangezien dergelijke beslissingen de betrokken kinderen het effectieve genot van de belangrijkste aan de status van burger van de Unie ontleende rechten ontzeggen.

### Chavez-Vilchez
Het arrest Ruiz Zambrano werd in Nederland restrictief uitgelegd. In de praktijk was één van de ouders vaak wel Unieburger en dan werd naar die ouder verwezen om voor het kind te zorgen. Ook als deze ouder eigenlijk niet in beeld was of de verzorging niet op zich nam. De ‘derdelander’ (de ouder die géén burger van de Unie was) kon dan alsnog het verblijfsrecht ontzegd worden. Dit verbeterde na het arrest Chavez-Vilchez. In dat arrest werd het belang van het kind vooropgesteld: het kind heeft recht op omgang met BEIDE ouders.

## Vertrekplicht
Een preadviesprocedure vanuit Nederland zag op een casus waar het verblijfsrecht van een buitenlandse Unieburger was ingetrokken. Hij had Nederland verlaten, maar was daarna — te snel ? — teruggekeerd. Het Hof van Justitie oordeelde op 22 juni 2021 dat om in aanmerking te komen voor een nieuw verblijfsrecht men niet alleen het grondgebied van het gastland fysiek moet hebben verlaten, maar ook zijn verblijf aldaar daadwerkelijk en effectief moet hebben beëindigd, zodat bij terugkeer niet kan worden aangenomen dat het verblijf in werkelijkheid een voortzetting is van het vorige verblijf.